# Дроговиж
Дроговиж (укр. Дроговиж, в 1946—1989 г. — Верхнедорожное) — село в Николаевской городской общине Стрыйского района Львовской области Украины.
Население по переписи 2001 года составляло 2103 человека. Занимает площадь 2,541 км². Почтовый индекс — 81632. Телефонный код — 3241.

## Персоналии
- Сичинский, Денис Владимирович (1865—1909) — украинский композитор и хоровой дирижёр.
- Сколоздра, Владимир Иванович (1912—1980) — украинский скульптор.